# Temple romano-celtique heptagonal
Le temple romano-celtique heptagonal est un édifice religieux de type fanum situé à Comblessac, dans le département français d'Ille-et-Vilaine, région Bretagne.

## Localisation
Le temple se trouve au lieudit le Mur qui se situe au sud-ouest du département et de la commune de Comblessac, à la limite avec Carentoir dans le Morbihan.
Il se trouve sur un promontoire qui domine la confluence entre l'Aff et un petit affluent. Le sommet du promontoire se trouve à environ à 96 mètres d'altitude tandis que la confluence est à 20 mètres. La zone environnante est boisée mais le temple lui-même se trouve actuellement dans un champ.
Cet éperon barré est occupé depuis la préhistoire et se trouve à proximité de la « chaussée d’Ahès » qui correspond à l'ancienne voie romaine allant d’Angers à Carhaix.

## Historique
Le site remonte au moins au IVe siècle. Il est connu depuis longtemps et est notamment décrit en 1901 par l'historien Léon Maître dans le Bulletin de la Société archéologique de Nantes et du département de la Loire-inférieure.
Le site fait l’objet d’un classement au titre des monuments historiques depuis le 6 septembre 1978.